# Brugstekst
Brugstekster er en genre ('storgenre') inden for skønlitteraturen og gælder tekster brugt i konkrete situationer, faglitteratur betragtes ikke som brugstekst. Fælles for brugsteksterne er, at de har et formål og at de skaber fællesskab. At man kan identificere sig med brugsteksten, er en vigtig del af dens virkning, uanset om det er en positiv eller negativ tekst.
Eksempler på brugstekster kan være folkeviser, slagsange, godnathistorier, nationalsange eller salmer.
Både lyriske tekster og prosatekster kan være brugstekster. Udover lyrik og prosa kan brugstekster også være f.eks. protestsange.
Der kan være en hårfin grænse mellem brugstekster og ikke-brugstekster, æstetiske tekster, den anden 'storgenre' inden for skønlitteraturen. En tekst kan endda skifte mellem at være brugstekst og ikke-brugstekst afhængigt af sammenhængen.
Folkeviserne stammer fra middelalderen og eksisterede oprindeligt kun i mundtlig form. En folkevise er et episk digt, der består af tolinjede eller firelinjede strofer med enderim og et omkvæd.

## Eksempler
Folkeviser
Et eksempel på sådan et vers kunne være fra Ebbe Skammelsøn:
Skammel han bor sig nør i Thy,
han er både rig og kåd,
så væne har han sønner fem,
de to fores ilde ad.
- Fordi træder Ebbe Skammelsøn så mangen sti vild.
Salmer
En salme er en religiøs sang, der bruges ved gudstjenester og andre kristne forsamlinger. Før reformationen blev der kun sunget latinske tekster af et kirkekor. Men med reformationen blev salmerne til fællessang for menigheden. På den måde blev kirkegængerne involveret i sangene og de kirkelige handlinger. 
De fire store salmedigtere er: Kingo, Brorson, Ingemann og Grundtvig.
Et eksempel på sådan et vers kunne være fra Thomas Kingos Keed af Verden, og kier ad Himmelen:
Far, Verden, far vel,
Jeg keedis nu længer at være din Træl,
De Byrder, som du mig har bylted oppaa,
Dem hvister jeg fra mig og vil dem forsmaa,
Jeg river mig løss, og jeg keedis nu ved
Forfængelighed,
Forfængelighed.
Slagsange
Slagsang er en sang der er kendetegn for en bestemt gruppe mennesker og synges i en bestemt sammenhæng, ofte med tekst der opmuntrer til kamp for en fælles sag. Slagsange ses ofte i forbindelse med fodbold, håndblod, partiernes landsmøder osv. Et eksempel på et vers kunne være fra U.P. Overbys Snart dages det, brødre:
Snart dages det, brødre, det lysner i øst,
til arbejdet fremad i kor!
Man håner den fattiges eneste trøst:
Vor ret til at leve på jord.
Man deler vor frihed, beskærer vort brød.
Til arbejdet, liv eller død!
Fædrelandssange
En fædrelandssang er en sang som man synger ved offentlige begivenheder fx fodbold eller håndbold. Fædrelandssange blev brugt til at repræsentere eget land. 
Et eksempel på en fædrelandssang kunne være fra N.F.S. Grundtvigs De levendes Land:
O deilige Land,
Hvor Haaret ei graaner og Tid her ei Tand,
Hvor Solen ei brænder og Bølgen ei slaar,
Hvor Høsten omfavner den blomstrende Vaar,
Hvor Aften og Morgen gaae altid i Dands
Med Middagens Glands!
Disse brugstekster har tilfælles, at de kan samle folk socialt, og fortæller folkets fælles historie, hvad enten det er til fodbold, fest, foreningsmøder eller demonstrationer. Brugstekster er let læselige og let forståelige, de er klare, præcise og korte, men samtidig er der en handling i teksten. 
I Danmark gjorde man meget ud af at bruge folkeviser i film og teater. Sort set alle fim fra 1930'erne og fremefter indeholdt minimum en folkevise.[kilde mangler]
Rytme spiller en stor rolle i brugstekster. Langt tilbage i tiden var brugstekster beregnet til at blive sunget eller deklameret, enkeltvis eller i kor. Rytmen er med til at få lytteren til at forstå og huske noget der er formet rytmisk bedre. Rim er med til igen at huske tekster bedre. Hvis alle vers ender med et rim, vil man bedre huske disse og dermed også teksten som helhed. Brugstekster ville kunne fungere som et digt, da de ligner hinanden meget. En brugstekst ville ikke kunne fungere som fx en novelle, da den ville blive for indviklet at huske teksten, da de ville blive for lange.